# Clubul Sportiv Universitatea Cluj (pallacanestro maschile)
La Clubul Sportiv Universitatea Cluj (più comunemente nota come Universitatea Cluj) è una squadra di pallacanestro della città di Cluj-Napoca. Milita in Liga Națională, la massima divisione del campionato di pallacanestro rumeno.

## Storia
La storia dell'Universitatea Cluj è parzialmente legata a quella della quasi omonima U-Mobitelco Cluj. Le due società hanno infatti le radici in comune. Fondata nel 1947 come sezione cestistica della polisportiva CS Universitatea Cluj (fondata nel 1919) ha cessato l'attività nel 1966 quando la U-Mobitelco è diventata una società autonoma portando con sé numero di affiliazione e palmarès (all'epoca sguarnito).
Nel 2013 la polisportiva CS Universitatea Cluj ha deciso di riavviare l'attività cestistica, rifondando così la squadra. Dopo un solo anno di Liga I, l'Universitatea Cluj è stata promossa nel massimo campionato rumeno.

## Colori e simbolo
I colori della maglia dell'Universitatea Cluj sono il bianco e il nero mentre il simbolo raffigura una grossa U.

## Palazzetto
L'Universitatea Cluj gioca le partite casalinghe presso la Sala Sporturilor Horia Demian capace di ospitare fino a 2.525 spettatori.

## Rosa 2014-2015
| N° | Naz. | Ruolo | Sportivo | Anno | Alt. | Peso |
| -- | ---- | ----- | -------- | ---- | ---- | ---- |

### Staff tecnico
| Allenatore: | Carmin Popa |